# Ticăloșii (Star Trek: Generația următoare)
„Ticăloșii” (titlu original: „Rascals”) este al 7-lea episod din al șaselea sezon al serialului TV american științifico-fantastic Star Trek: Generația următoare și al 133-lea episod în total. A avut premiera la 2 noiembrie 1992.
Episodul a fost regizat de Adam Nimoy după un scenariu de Alison Hock bazat pe o poveste de Ward Botsford, Diana Dru Botsford și Michael Piller.

## Prezentare
O defecțiune la sistemul de teleportare îi transformă pe Jean-Luc Picard,  Keiko, Ro Laren și Guinan în copii, care sunt singura speranță de salvare a navei atunci când sunt lăsați la bord, în timp ce adulții sunt forțați de către pirați Ferengi să întreprindă o muncă periculoasă.

## Actori ocazionali
- Colm Meaney – Miles O'Brien
- Rosalind Chao – Keiko O'Brien
- Michelle Forbes – Ro Laren
- David Tristan Birkin – Jean-Luc Picard (la 12 ani)
- Megan Parlen – Ro Laren (age 12)
- Caroline Junko King – Keiko O'Brien (la 12 ani)
- Isis Carmen Jones – Guinan (la 12 ani)
- Mike Gomez – Lurin
- Tracey Walter – Berik
- Michael Snyder – Morta
- Brian Bonsall – Alexander Rozhenko
- Whoopi Goldberg – Guinan
- Morgan Nagler – Kid #1
- Hana Hatae – Molly O'Brien
- Majel Barrett Roddenberry – Computer voice